# 気鬱、白濁す
「気鬱、白濁す」（きうつ はくだくす、英題：white drizzle in gloom）は、5人組ガールズバンド・トゲナシトゲアリの2枚目のシングル。表題曲「気鬱、白濁す」が2023年6月26日に、カップリング曲「理想的パラドクスとは」が同年7月24日に各種音楽配信サービスにて配信された後、同年8月30日にマキシシングルとして発売された。

## 概要
トゲナシトゲアリはテレビアニメ『ガールズバンドクライ』の劇中に登場するバンドである。現実世界においては、テレビアニメに先行する形で結成され、メンバーはオーディションによって選出された。
表題曲「気鬱、白濁す」はオーディションの課題曲として使用された。非常に難易度の高い楽曲であり、朱李は練習を重ねる中で腕を痛めてしまったという。凪都と美怜は最も好きな曲の一つとしてこの楽曲を挙げており、凪都は「最初から最後まで曲の展開も歌詞も、それぞれの楽器のフレーズとかも、本当に全部が私の好みに刺さりまくりの曲でした。そして、みんなでバンド練習を始めてまず苦戦した曲というか、初めて壁にぶつかった曲でもあって、それを乗り越えるのがすごい大変で。オーディション中に好きになったけど、みんなで音を合わせたときにさらに好きになることができた曲です。」と語っている。
カップリングには「理想的パラドクスとは」が収録された。理名は苦戦した曲が多くある中で、この楽曲はあまり苦戦しなかったと振り返っている。

## ミュージックビデオ
「気鬱、白濁す」は2023年6月26日にYouTubeにて公開された。映像作家・大鳥が制作を担当した、モノクロのアニメーションPVとなっている。
「理想的パラドクスとは」は同年7月24日にYouTubeにて公開された。イラストはケイゴイノウエ、ディレクションを映像作家のNiheが担当し、様々な社会問題にどのように向き合うかが描かれるアニメーションPVとなっている。

## 批評
フリーライターの西廣智一はそれぞれの楽曲について以下のように評している。

## 収録曲
| #         | タイトル                                        | 作詞・作曲     | 編曲               | 時間  |
| --------- | ----------------------------------------------- | -------------- | ------------------ | ----- |
| 1.        | 「気鬱、白濁す」                                | Misty mint     | 玉井健二、KOHD     | 3:05  |
| 2.        | 「理想的パラドクスとは」                        | キクイタケロウ | 玉井健二、百田留衣 | 3:49  |
| 3.        | 「気鬱、白濁す」(Instrumental)                  |                |                    | 3:05  |
| 4.        | 「理想的パラドクスとは」(Instrumental)          |                |                    | 3:51  |
| 5.        | 「ライブグッズは第2のステージ！」(ドラマパート) |                |                    | 8:12  |
| 6.        | 「簡易スタジオを作ろう！」(ドラマパート)        |                |                    | 8:52  |
| 7.        | 「智とモンブラン」(ドラマパート)                |                |                    | 9:01  |
| 合計時間: | 合計時間:                                       | 合計時間:      | 合計時間:          | 39:55 |

| #  | タイトル                                     | 作詞 | 作曲・編曲 |
| -- | -------------------------------------------- | ---- | ---------- |
| 1. | 「気鬱、白濁す」(ミュージックビデオ)         |      |            |
| 2. | 「理想的パラドクスとは」(ミュージックビデオ) |      |            |